# Daniel Caméen
Daniel Caméen (tidigare Camoenius) född 1625 i Karlstad, död 14 april 1692 i Stockholm, var en svensk borgmästare.

## Biografi
Daniel Caméen föddes 1625 i Karlstad. Han var son till superintendenten Sveno Benedicti Camoenius och Sara Norenia. Caméen blev 166 student vid Uppsala universitet och avlade magisterexamen där 29 februari 1652. Han blev kommissarie vid skånska ridderskapet och adeln 2 december 1661. Den 12 juni 1667 blev han extra ordinarie rådman i Stockholm och 1668 ordinarie rådman. Caméen 12 september 1668 bankokommissarie och 13 maj 1674 stadssekreterare. Han blev 24 december 1679 assessor vid Svea hovrätt och slutade där 27 januari 1680. Han blev 16 februari 1681 handelsborgmästare i Stockholm och från 3 februari 1683 justitieborgmästare i nämnda stad. Adlades till Caméen 12 december 1687 och introducerades 1689 som nummer 1125. Caméen avled 1692 i Stockholm och begravdes 22 maj samma år i Storkyrkan.
Caméen var ledamot av lagkommissionen. Han var under tre omgångar talman för borgarståndet i Sverige och startade en auktionskammare i Stockholm.

## Familj
Caméen gifte sig 1664 med Magdalena Pahl (1650–1691). Hon var dotter till köpmannen Mattias Pahl och Magdalena Leffler. De fick tillsammans barnen Carl Mattias Caméen (född 1665), Sven Caméen, kaptenen Svante Caméen (1669–1703), Christina Magdalena Caméen (född 1674), direktören Daniel Caméen (1676–1730) och kaptenen Carl Caméen (1683–1734).